# Luigi XVII di Francia
Luigi Carlo di Borbone (Versailles, 27 marzo 1785 – Parigi, 8 giugno 1795) era il terzo figlio, il secondo maschio, di Luigi XVI di Francia e di Maria Antonietta d'Asburgo-Lorena. Alla nascita fu insignito del titolo di Duca di Normandia; dopo la morte del fratello maggiore, il delfino Luigi Giuseppe, avvenuta nel 1789, divenne il nuovo delfino di Francia. Quando quest'ultimo titolo fu abolito dalla Costituzione francese del 1791, divenne noto come Luigi Carlo, principe reale.
Dalla morte del padre, nel 1793, fu considerato re di Francia e di Navarra con il nome di Luigi XVII dai monarchici francesi e dalle corti europee, anche se di fatto si trovava ancora imprigionato dai repubblicani. Per questa considerazione lo zio assunse successivamente il nome di Luigi XVIII. Non regnò mai effettivamente né venne mai incoronato ufficialmente. Morì all'età di dieci anni, nel 1795, a causa delle dure condizioni di prigionia cui era stato sottoposto per oltre due anni.

## Biografia

### Nascita e battesimo

Ritratto di Maria Antonietta e i suoi figli. Dipinto di Élisabeth Vigée Le Brun

Luigi Carlo di Francia nacque nel 1785 alla reggia di Versailles, terzo figlio (secondo maschio) di Luigi XVI, re di Francia, e dell'arciduchessa Maria Antonietta d'Austria, sua moglie. Suo padre era figlio del Delfino di Francia, Luigi Ferdinando di Borbone-Francia, ed era nipote del re Luigi XV, mentre sua madre era figlia dell'imperatrice Maria Teresa d'Austria, nonché sorella degli imperatori Giuseppe II e Leopoldo II del Sacro Romano Impero.
Alla nascita ottenne il titolo di cortesia e l'appannaggio di duca di Normandia. Venne battezzato lo stesso giorno della sua nascita nella cappella del castello di Versailles da Louis René Édouard de Rohan, grande elemosiniere di Francia, alla presenza di Honoré Nicolas Brocquevielle, parroco della chiesa di Notre-Dame di Versailles: suo padrino fu Luigi Stanislao Saverio di Borbone-Francia, futuro Luigi XVIII, mentre la sua madrina fu Maria Carolina d'Asburgo-Lorena, regina delle Due Sicilie, rappresentata in loco da Elisabetta, sorella di suo padre.
Già quando si seppe che sua madre la regina era rimasta incinta alcune malelingue iniziarono a dire che il bambino non era figlio del sovrano, bensì di Hans Axel von Fersen, aristocratico svedese e presunto amante della regina di Francia. Altri fecero notare a nascita avvenuta l'evidente somiglianza che il piccolo aveva con il conte di Artois, fratello del re, fatto che avrebbe al contrario confermato la paternità di casa Borbone. Da allora iniziarono comunque a circolare una serie di pamphlet contro Maria Antonietta e contro la legittimità della successione al trono, rafforzando le posizioni politiche del conte di Provenza e del conte di Artois, che vennero da alcune fazioni dichiarati legittimi successori di Luigi XV al posto del giovane principe.

### Infanzia

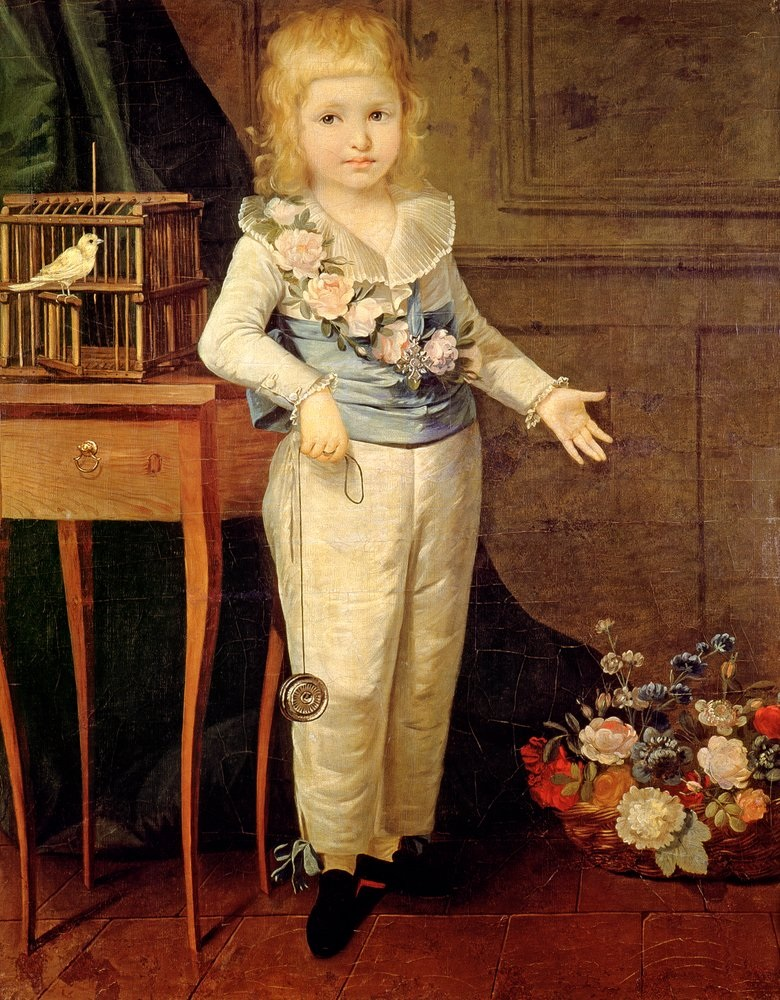
Il Delfino ritratto nel 1790 da Élisabeth Vigée Le Brun

Vivace e in salute – a differenza del fratello maggiore, il delfino Luigi Giuseppe, affetto da tubercolosi ossea – Luigi Carlo fu molto amato dalla madre, che lo soprannominò «mon chou d'amour». In quanto secondogenito il giovane Luigi non venne preparato per la successione al trono né venne per lui disposta un'educazione improntata a questo scopo, almeno agli albori della sua vita. Al suo servizio si trovava un gruppo di persone deputate alla sua cura: la marchesa de Tourzel fu sua governante, mentre Jean-Baptiste Cléry fu suo valletto. La figura che più di ogni altre ebbe un ruolo rilevante nell'infanzia e nella prima giovinezza del Delfino fu la sua balia, Agathe de Rambaud, di cui lo storico Alain Decaux disse:
Alla reggia di Versailles, dove visse i primi anni in spensieratezza, data la sua naturale passione per il giardinaggio, il giovane Delfino ottenne che gli fosse predisposto un piccolo orto personale presso la terrazza a sud, dove si dilettava in particolare nella coltivazione di fiori.
Alla morte del fratello maggiore, avvenuta il 4 giugno 1789, Luigi Carlo divenne il nuovo Delfino di Francia. Gli anni della sua infanzia furono segnati dai molti eventi che coinvolsero la famiglia reale negli anni della Rivoluzione francese: nell'ottobre del 1789 lasciò la reggia di Versailles, dov'era nato e cresciuto, per trasferirsi nel vecchio palazzo delle Tuileries, dove visse con la sua famiglia sino all'agosto del 1792. Era ovviamente presente alla tentata fuga della famiglia reale, nel giugno del 1791, bloccata dai rivoluzionari a Varennes.

### Prigionia al Tempio

#### Successione disputata e testimonianza contro Maria Antonietta

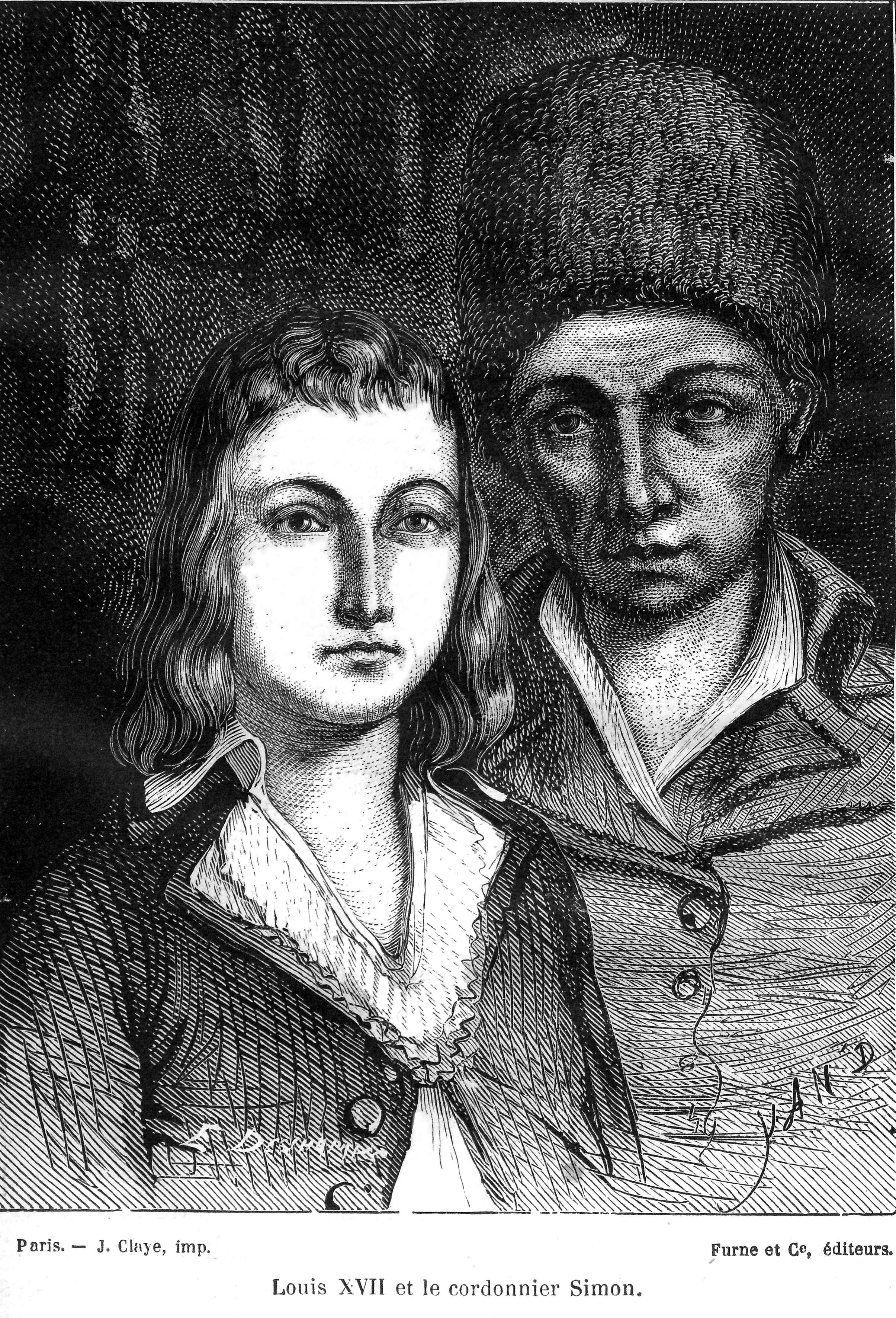
Luigi XVII e il suo tutore, il ciabattino Antoine Simon

Il 10 agosto del 1792, un mese prima dell'abolizione della monarchia, Luigi Carlo venne trasferito insieme alla sua famiglia dapprima al convento dei Foglianti di Rue Saint-Honoré e dal 12 agosto nella prigione della Torre del Tempio, un antico edificio medievale costruito dai Templari, mentre Luigi XVI venne separato dal resto dei componenti per essere processato nel dicembre di quello stesso anno. Dopo la morte del padre, ghigliottinato il 21 gennaio 1793, il Delfino fu riconosciuto dai monarchici espatriati come nuovo re, con il nome di Luigi XVII. Il conte di Provenza (il futuro Luigi XVIII), fratello del defunto monarca, che si trovava all'epoca in Germania dove era fuggito dopo la rivoluzione, si autoproclamò reggente per il nipote, riconoscendolo sovrano con il nome di Luigi XVII e iniziando con altri aristocratici, come il cavaliere de Jarjayes, il barone Jean-Pierre de Batz e la britannica lady Charlotte Atkyns a progettare un metodo per far evadere il giovane principe dalla prigionia. In nome di Luigi XVII agì il fronte monarchico durante l'assedio di Tolone del maggio-dicembre del 1793, segno che la sua figura continuava ad avere una rilevanza importante per i filo-monarchici. Per maggiore sicurezza, quindi, il 3 luglio dello stesso anno, il bambino fu separato a sua volta dalla madre per essere affidato alle cure di Antoine Simon, un ciabattino analfabeta, con lo scopo di educarlo da repubblicano.
Il ciabattino era un rivoluzionario giacobino, cui fu assegnato il compito di plagiare il bambino e condurlo a rappresentare l'elemento finale della decadenza della monarchia francese, così che potesse divenire inviso persino all'aristocrazia: gli ambasciatori britannico e spagnolo riportarono ai rispettivi sovrani dei racconti avuti dai loro informatori, secondo i quali il bambino sarebbe stato stuprato da delle prostitute con l'intento di infettarlo con malattie veneree e gettare ulteriore discredito sulla regina. Malgrado questo, altre testimonianze riportano come Simon fosse invece pieno di cure premurose nei confronti del giovane principe, che comunque aveva (a detta di sua sorella Maria Teresa) imparato molte canzoni rivoluzionarie dell'epoca. Il vero obiettivo della prigionia di Luigi XVII e della sua mancata uccisione da parte dei rivoluzionari rimaneva infatti quello di colpire sua madre Maria Antonietta e in tutti i modi i rivoluzionari cercarono di convincerlo a testimoniare contro la madre al suo processo per alto tradimento, anche con la forza. Il 6 ottobre, Luigi Carlo venne costretto a firmare una falsa dichiarazione in cui di suo pugno accusava la madre e la zia, Madame Élisabeth, di averlo iniziato a pratiche masturbatorie e incestuose.
L'autore Philippe Delorme riporta che Luigi Carlo, giocando, si era procurato un rigonfiamento al testicolo sinistro, per cui la regina gli aveva dovuto mettere dell'unguento prescritto dal medico, e su questo resoconto Hébert inventò poi l'accusa di incesto.
Al processo, l'accusa, presentata da Jacques-René Hébert, destò grande scalpore tra il pubblico: la regina Maria Antonietta si difese con dignità, lasciando intendere che suo figlio era stato evidentemente costretto a rendere quelle dichiarazioni e facendo appello alle madri presenti in aula e ottenendo il sostegno delle popolane, inizialmente venute per offenderla.

#### Malattia del Principe e possibile candidatura al trono

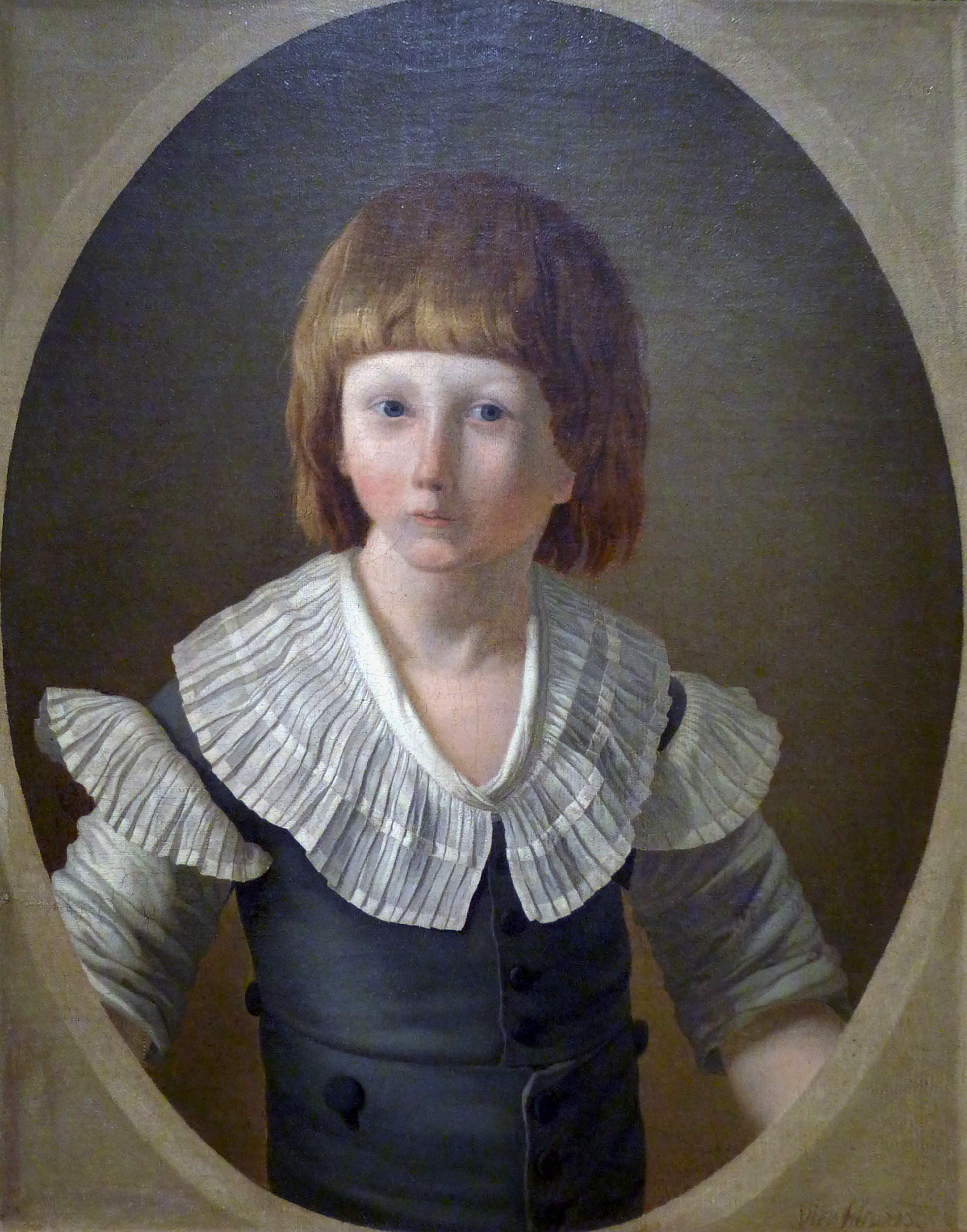
Luigi XVII ritratto per l'ultima volta alla prigione della Torre nel 1793 da Joseph-Marie Vien le Jeune

Tuttavia l'utilità del bambino venne dimenticata dopo la morte di Maria Antonietta, ritenuta colpevole e ghigliottinata il 16 ottobre del 1793. Simons, il suo tutore, lasciò la Torre del Tempio il 19 gennaio 1794 e il bambino fu visitato da un medico e dichiarato in ottima salute. Due giorni dopo la camera dove era tenuto Luigi Carlo nel Tempio venne blindata, lasciando aperta soltanto una piccola fessura nella porta per passare il cibo al prigioniero; tutti si disinteressarono delle sue condizioni di vita e di salute. La prigionia in quel luogo malsano gli provocò una forte febbre che, unita alla malnutrizione patita e all'impossibilità di difendersi dai parassiti, minarono irreversibilmente la salute del bambino.

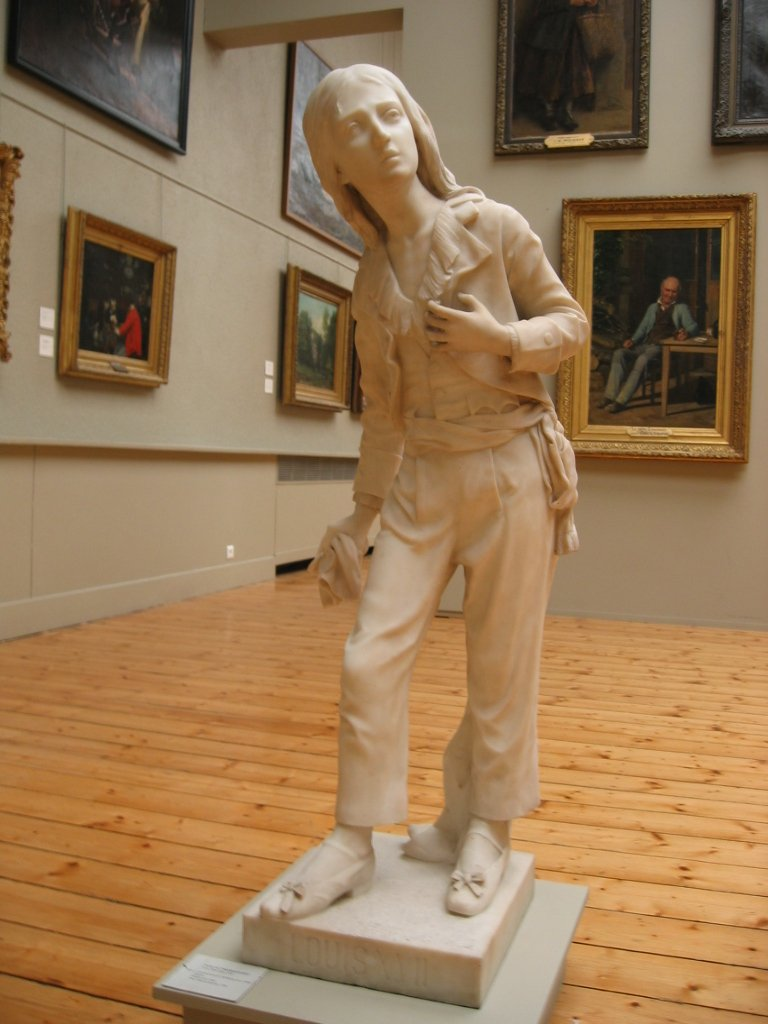
Luigi XVII alla prigione del Tempio, scultura di Anne de Chardonnet, Musée des Beaux-arts de Besançon

Robespierre si recò in visita a sua sorella Maria Teresa l'11 maggio di quell'anno, ma nessuno osò entrare nella stanza dove era tenuto il principe per i successivi sei mesi e cioè sino a quando Barras non lo visitò il 9 termidoro (27 luglio 1794), descrivendo le sofferenze del fanciullo, ma concludendo che al momento non vi era una soluzione alternativa per tenere in prigionia l'ex principe, e dispose pertanto di farlo perlomeno lavare e rivestire con abiti puliti. Anche la stanza dove era tenuto prigioniero venne fatta pulire e il principe ricevette la visita di Jean Jacques Christophe Laurent (1770–1807), un creolo vicino a Josephine de Beauharnais, che venne posto al suo servizio sino al 19 dicembre 1794, quando ricevette la visita di tre commissari della Commissione di Sicurezza Generale - Jean Baptiste Harmand de la Meuse, Jean Baptiste Charles Mathieu e Jean Reverchon —, i quali non riportarono nulla di questo incontro.
Dopo la morte di Robespierre furono del resto proprio personaggi come Barras a cercare per primi di normalizzare la tremenda piega che la Rivoluzione francese aveva preso con il periodo del Terrore, riportando lo stato a una sorta di normalità, pur nel necessario mutamento delle cose rispetto all'ancien régime. Si rendeva infatti necessaria una pace con i paesi limitrofi, che erano insorti in un'unica coalizione contro la Francia dopo l'esecuzione di Luigi XVI e alcuni di essi, tra cui per esempio la Spagna, ponevano tra i termini del cessate il fuoco anche la liberazione e la messa in sicurezza del Delfino. I primi passi in questa direzione si iniziarono a prendere con la liberazione della sorella di Luigi XVII, Maria Teresa, che venne liberata dal Tempio e di certo si sa che i dirigenti repubblicani francesi avviarono delle trattative segrete con i monarchici per la liberazione di Luigi XVII, in modo da garantirgli condizioni di vita tollerabili e un'istruzione adeguata. Ciò che si oppose alla liberazione di Luigi XVII fu probabilmente la sua giovane età: in caso di proclamazione di una monarchia costituzionale, avrebbe necessitato di un reggente da trovarsi in un membro della famiglia Borbone, nessuno dei quali era favorevole ad accogliere uno status così mutato delle cose rispetto al governo di Luigi XVI. Dopo la reazione termidoriana, crebbe il movimento di sostegno verso il giovane re titolare, per esempio vi erano i Moscardini, giovani monarchici alla moda, spesso armati, i quali portavano 17 bottoni di perla sull'abito in onore di Luigi XVII.

### Morte del Delfino

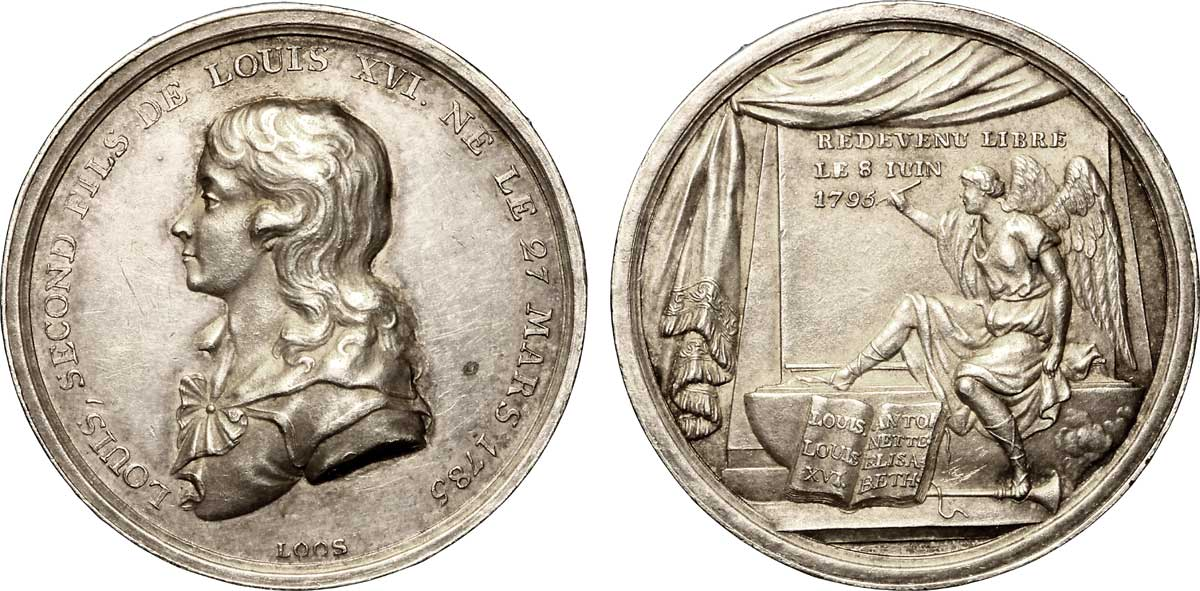
Medaglia commemorativa della morte di Luigi XVII

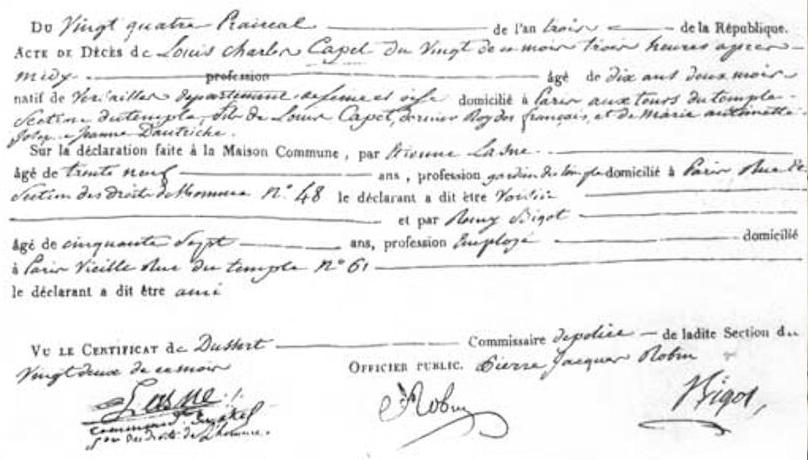
Copia dell'atto di morte di Luigi XVII

Laurent venne sostituito da Étienne Lasne il 31 marzo 1795 quale nuovo tutore per il bambino. Nel maggio di quello stesso anno il prigioniero però iniziò ad apparire molto malato e venne chiamato a visitarlo il dottor Pierre Joseph Desault, il quale lo aveva già visitato diversi mesi prima. Desault morì improvvisamente (forse avvelenato) il 1º giugno e venne sostituito nel suo incarico dai medici Philippe-Jean Pelletan e Jean-Baptiste Dumangin. I due medici conclusero che l'ex principe appariva talmente malato che ogni altra cura sarebbe risultata inutile. Luigi Carlo morì l'8 giugno 1795, all’età di soli dieci anni, a causa della sua salute ormai compromessa. Il giorno successivo il dottor Pelletan compì l'autopsia sul corpo del giovane, concludendone che il principe era morto di infezione scrofolosa, da tempo infestante, associata a una tubercolosi sopraggiunta in seguito. L'atto di morte di Luigi venne redatto il 12 giugno 1795 (24 pratile dell'anno II secondo il Calendario rivoluzionario francese). L'originale del documento andò disperso durante l'incendio della Comune nel 1871, ma l'atto era già stato ricopiato da un archivista e l'esemplare attualmente esistente si trova presso gli Archives nationales:
Acte de décès de Louis Charles Capet du vingt de ce mois (8 juin), trois heures après-midy, âgé de dix ans deux mois, natif de Versailles, département de Seine-et-Oise, domicilié à Paris aux Tours du Temple, section du Temple, fils de Louis Capet, dernier roy des Français, et de Marie Antoinette Josèphe Jeanne d'Autriche.
Sur la déclaration faite à la maison commune, par Étienne Lasne, âgé de trente-neuf ans, profession gardien du Temple, domicilié à Paris rue et section des Droits-de-l'Homme n° 48 : le déclarant a dit être voisin ; et par Rémy Bigot, âgé de cinquante-sept ans, profession employé, domicilié à Paris vieille rue du Temple n° 61 : le déclarant a dit être ami.
Vu le certificat de Dussert, Commissaire de Police de ladite section, du vingt-deux de ce mois (10 juin). Officier public : Pierre Jacques Robin.
Atto di morte di Luigi Carlo Capeto morto il venti di questo mese (8 giugno), alle tre del pomeriggio, dell'età di dieci anni e due mesi, nativo di Versailles, dipartimento di Seine-et-Oise, domiciliato a Parigi alle Torri del Tempio, sezione del Tempio, figlio di Luigi Capeto, ultimo re dei Francesi, e di Maria Antonietta Giuseppa Giovanna d'Austria.
Su dichiarazione fatta nella casa comunale da Étienne Lasne, dell'età di 39 anni, di professione custode del Tempio, domiciliato a Parigi, via e sezione dei Diritti dell'Uomo n. 48: il dichiarante ha detto di essere un vicino; e da Rémy Bigot, dell'età di 57 anni, professione impiegato, domiciliato a Parigi, vecchia via del Tempio n. 61: il dichiarante ha detto di essere un amico.
Visto il certificato di Dussert, commissario di polizia della medesima sezione, del 22 di questo mese (10 giugno). Ufficiale pubblico: Pierre Jacques Robin.
(firmato) Lasne, Robin, Bigot»

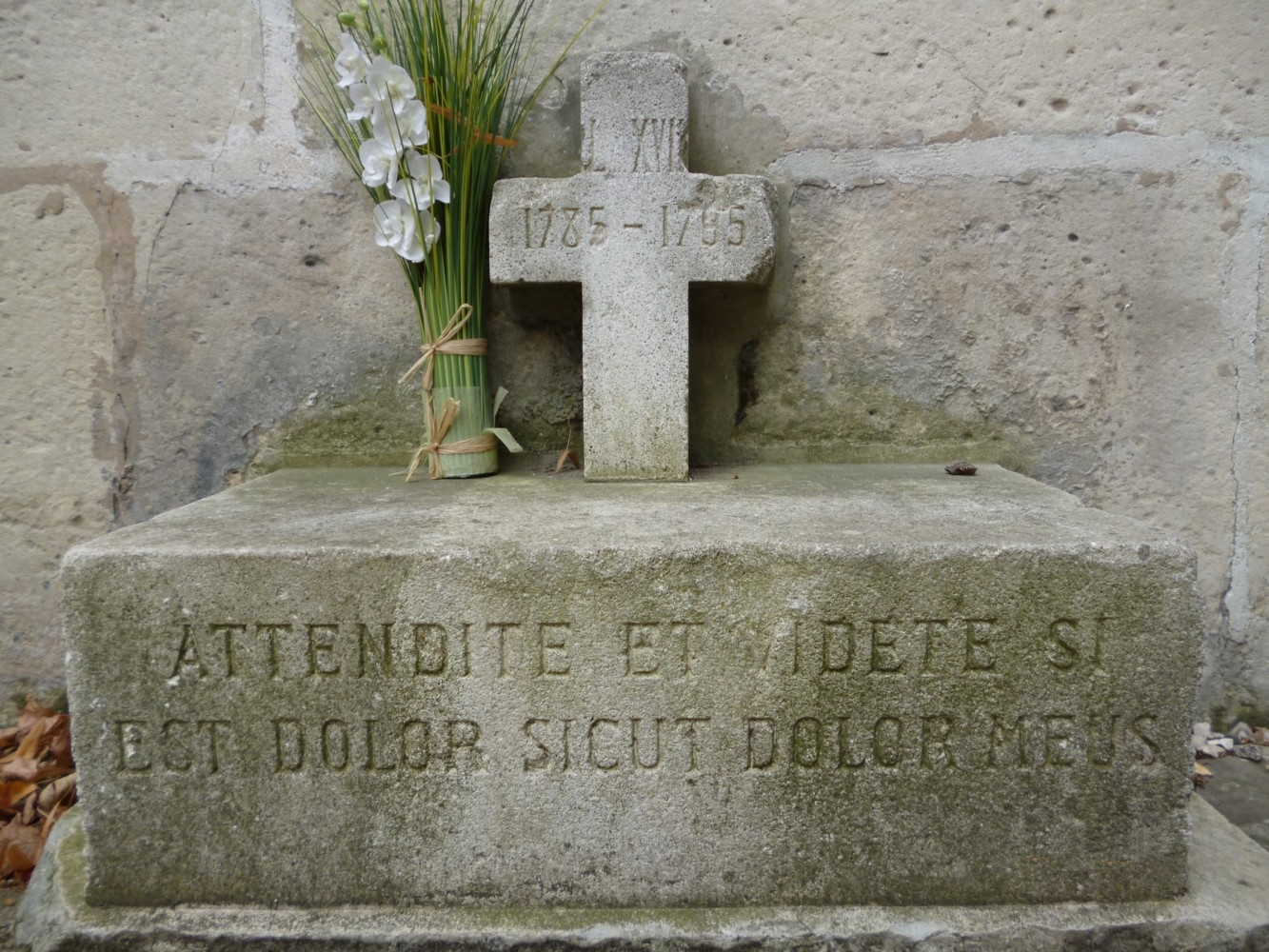
La presunta tomba di Luigi XVII nel cimitero attiguo alla chiesa

Il giorno 10 giugno il corpo del principe venne sepolto nel cimitero di Sainte-Marguerite, in una tomba senza nome, anche se molti sostennero che non fosse mai stato sepolto lì. A oggi i suoi resti risultano dispersi, verosimilmente nelle catacombe di Parigi.
Sebbene la maggior parte degli autori sull'argomento abbiano in seguito riportato che la sepoltura del principe si fosse svolta in gran segreto e senza particolari cerimonie, Jeanne Louise Henriette Campan, prima cameriera della defunta Maria Antonietta, scrisse nel suo diario:

#### Cuore del Principe

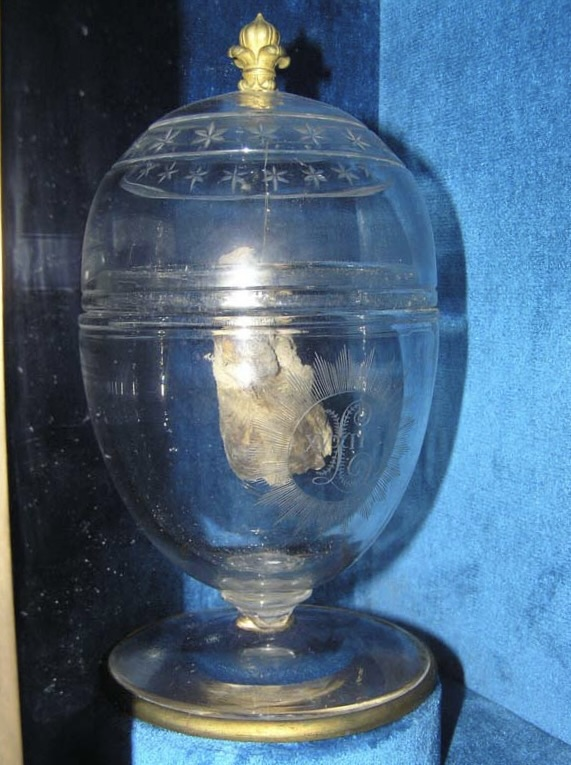
Il cuore di Luigi XVII in un'urna di vetro. Abbazia di Saint-Denis, a Parigi

Il medico legale che accertò le cause della morte del giovane Delfino riuscì a portare illegalmente fuori dalla prigione il cuore del piccolo principe con l'intento di lucrarvi. Con la Restaurazione borbonica il medico tentò di rivendere la reliquia dapprima a Luigi XVIII e poi a Carlo X, ma entrambi si rifiutarono di riconoscere in quello il cuore del loro nipote. Il cuore venne quindi rubato da uno degli studenti di Pelletan, il quale successivamente confessò il furto sul suo letto di morte e chiese alla moglie di restituirlo ai Pelletan. Dopo la morte del ladro, invece, la moglie decise di donare il cuore all'arcivescovo di Parigi, Hyacinthe-Louis de Quélen, che lo conservò nell'arcivescovado sino alla rivoluzione del 1830. Quando la cattedrale venne saccheggiata, il cuore passò di mano in mano sino a giungere in Spagna, dove nel 1895 Carlo, duca di Madrid e nipote dell'arciduchessa Maria Teresa d'Asburgo-Este (1817–1886), lo ricevette ufficialmente per mano di Paul Cottin, cugino del donatore Edouard Dumont. Il cuore venne quindi trasferito al castello di Frohsdorf, presso Vienna, in Austria. Nel 1909 Jaime, duca di Madrid, figlio di Carlo, ereditò la reliquia e dopo di lui questa passò a sua sorella Beatriz, principessa Massimo, e infine nel 1938 pervenne all'infanta Maria das Neves del Portogallo, regina consorte titolare di Spagna, Francia e Navarra. Il cuore ormai pietrificato di Luigi tornò a Parigi soltanto nel 1975, venendo finalmente posto nella basilica di Saint-Denis.
Nel 2000 la reliquia del cuore di Luigi XVII, da sempre considerata autentica dai monarchici, fu oggetto di accurate analisi del DNA al fine di stabilirne l'autenticità o meno: il professor Jean-Jacques Cassiman dell'Università Cattolica di Lovanio in Belgio e il dottor Bernd Brinkmann dell'Università di Münster in Germania compirono delle analisi sul presunto cuore di Luigi XVII, comparandone il DNA con quello dei capelli conservati di Maria Antonietta, sua madre, delle sue zie Maria Giovanna Gabriella e Maria Giuseppina, oltre che di sua nonna Maria Teresa, dimostrandone una parentela diretta per via matrilineare. Per comprovare senza dubbi l'autenticità del reperto, però, era necessario comprovare una parentela con Luigi XVI e i suoi antenati re di Francia: il cuore del giovane principe, a differenza di quello degli altri sovrani, appare molto meglio conservato perché non aveva subito il classico trattamento d'imbalsamazione (uso di erbe aromatiche e conservazione in appositi vasi di piombo), ma era stato conservato da Pelletan semplicemente in una bottiglia d'alcool come una volgare curiosità anatomica. Il suo DNA è stato dunque confrontato con quello di altre persone con lui imparentate e con quello degli attuali discendenti dei Borboni.

#### Teoria della fuga e i "falsi Delfini"

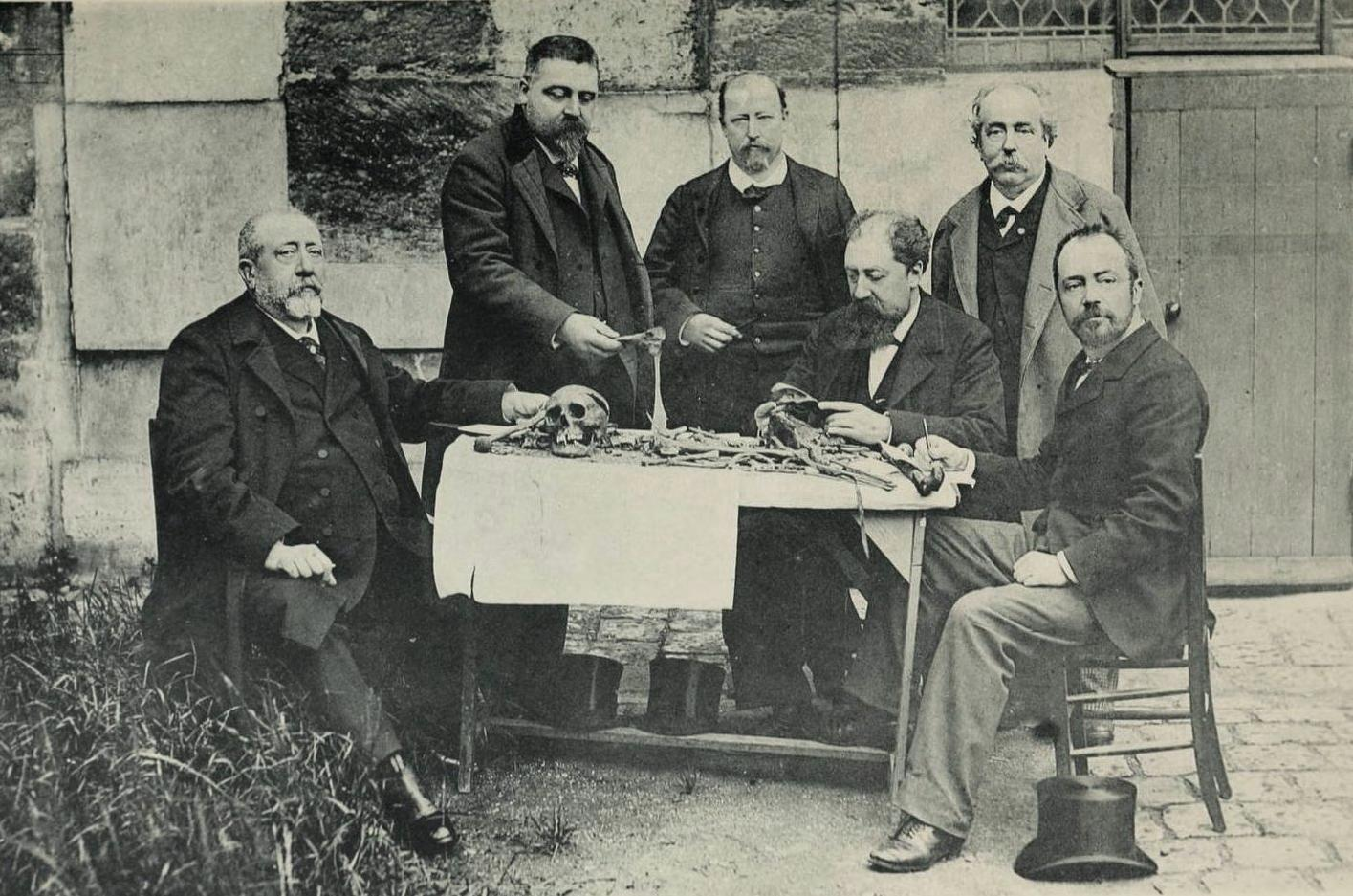
Un gruppo di esperti con le presunte ossa di Luigi XVII riesumate dal cimitero di Sainte Marguerite nel 1894

Il mistero che circondò la morte di Luigi XVII contribuì alla comparsa di numerosi "falsi delfini" già all'inizio dell'Ottocento. Si andò infatti diffondendo la leggenda che Luigi Carlo (cosa sostenuta anche da François-René de Chateaubriand) fosse stato liberato dalla prigione e al suo posto fosse stato messo un bambino muto, non in grado quindi di difendersi a parole e facilmente spacciabile per il figlio dell'ex sovrano. Altri ancora, come il romanziere francese Jean-Joseph Regnault-Warin, nel suo Le Cimetière de la Madeleine pubblicato nel 1800, sostennero una teoria ancora più strabiliante: secondo la trama esposta nel romanzo, un gruppo di monarchici, inviati dai generali François Athanase Charette de La Contrie e Louis de Frotté, riuscì a irrompere nella torre con un trucco e a sostituire il giovane principe con un orfanello riempito di oppio, che venne lasciato a prendere il posto del vero Delfino. Quest'ultimo, nascosto all'interno di un "cavallo di legno" in miniatura che il gruppo si era portato con la scusa di farne dono all'illustre imprigionato, venne liberato dalla prigione. Gli storici o scrittori di questo genere si divisero dunque in due fazioni: gli "evasionisti" (ovvero coloro che optavano per un'evasione riuscita che portò Luigi XVII fuori di prigione) e i "sopravvissutisti" (ovvero coloro che ritenevano che Luigi XVII fosse stato effettivamente poi liberato dai repubblicani).
Queste voci vennero favorite anche dal fatto che, nel corso delle riesumazioni dei resti delle persone sepolte nel cimitero di Sainte-Marguerite nel 1846 e poi nel 1894, vennero ritrovati i resti di un bambino con tracce di un'autopsia, di altezza pari a 1,63 m, mentre altri esperti dissero che il cadavere apparteneva a un ragazzo di età superiore ai sedici anni e di morfologia diversa da quella di Luigi XVII.
Molti dei mistificatori che si spacciavano per il redivivo principe di Francia erano avventurieri alla ricerca di un appannaggio reale per vivere di rendita e uno di questi fu addirittura incontrato anche da Silvio Pellico, durante il suo periodo di prigionia nelle carceri di Milano. Tra i casi più celebri di supposti delfini citiamo l'ufficiale di marina e architetto francese Pierre Benoît (attivo a Buenos Aires), un certo Hébert noto con il nome di "Barone di Richemont", il francese Jean-Marie Hervagault, l'orologiaio prussiano Karl-Wilhelm Naundorff, il ciabattino francese Mathurin Bruneau, il pastore irochese Eliézer Williams, il musicista inglese Augustus Meves, il celebre naturalista John James Audubon e persino Louis Pierre Louvel, assassino del cugino di Luigi XVI, Carlo di Borbone-Francia (1778-1820).
La storia misteriosa del giovane Luigi XVII interessò autori come G. Lenotre, André Castelot, Alain Decaux, Georges Bordonove e Jacques Soppelsa che scrissero romanzi e piéces teatrali ispirate alle sue vicende.

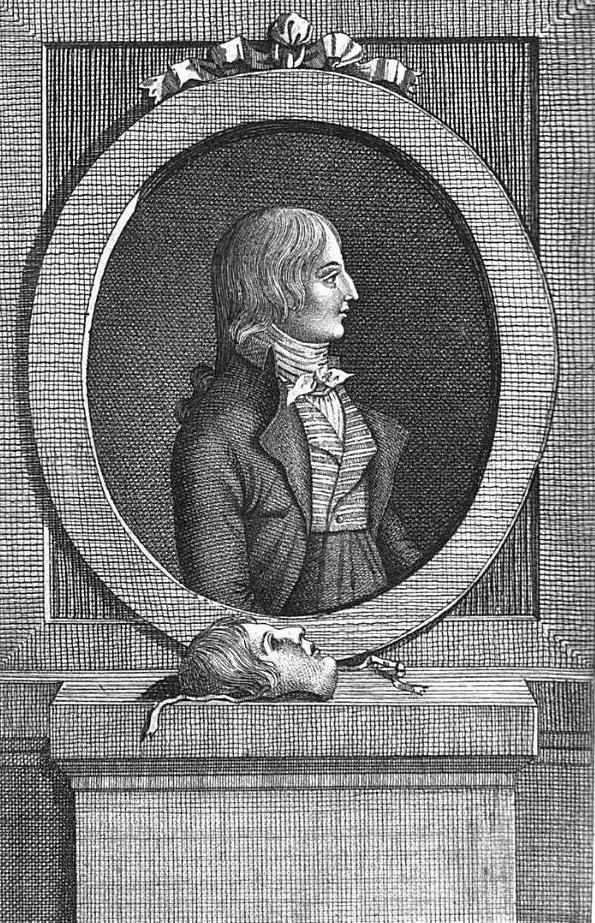
Jean-Marie Hervagault
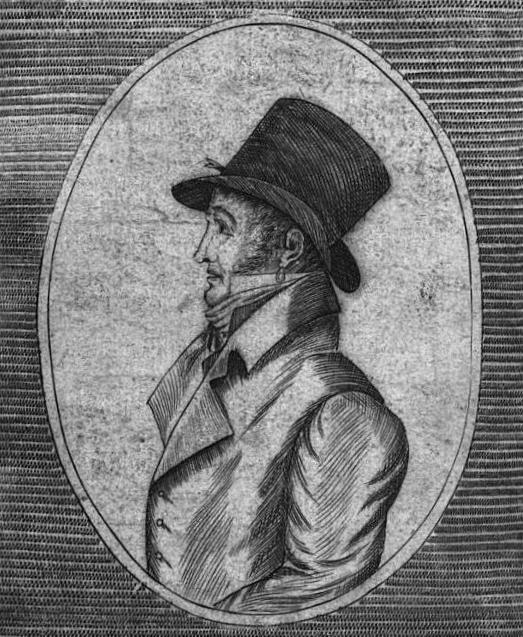
Mathurin Bruneau
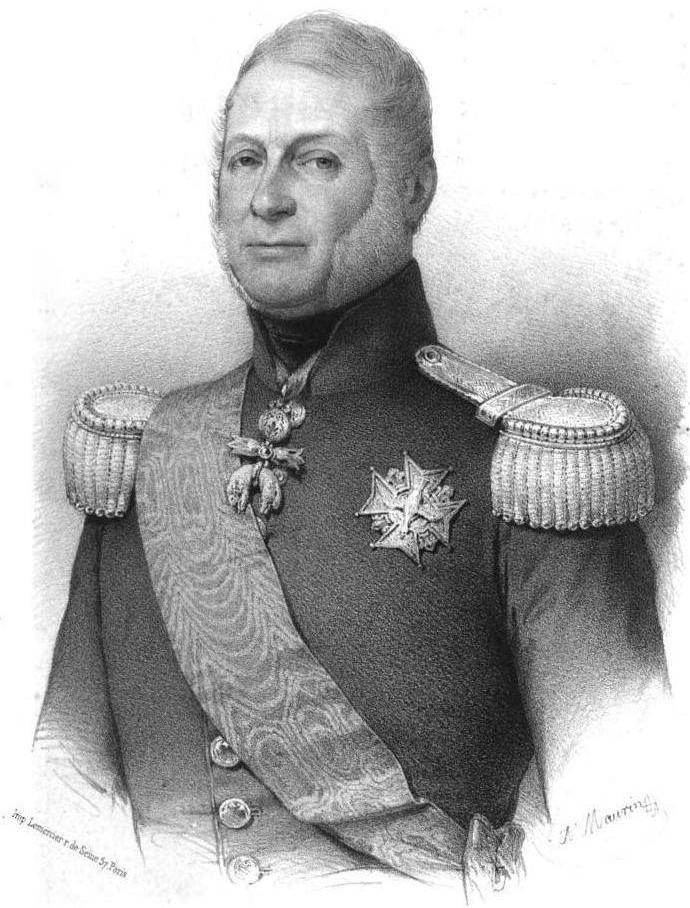
Il « Barone di Richemont »
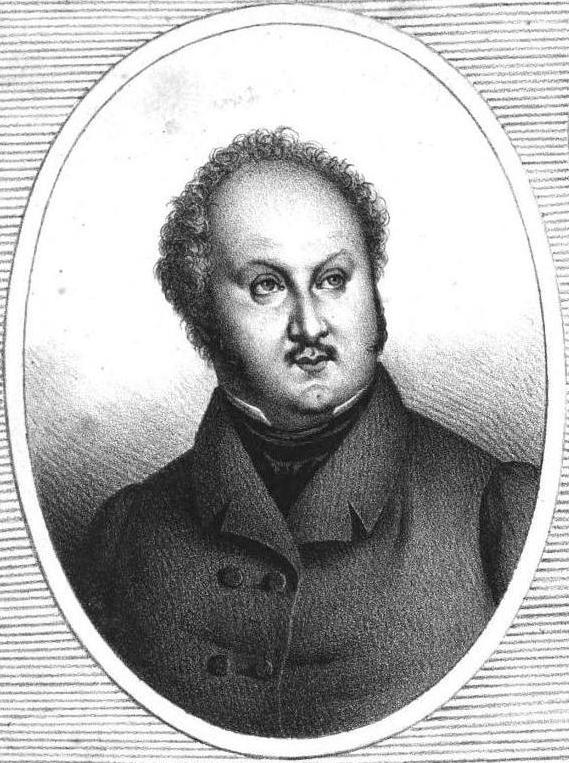
Karl-Wilhelm Naundorff
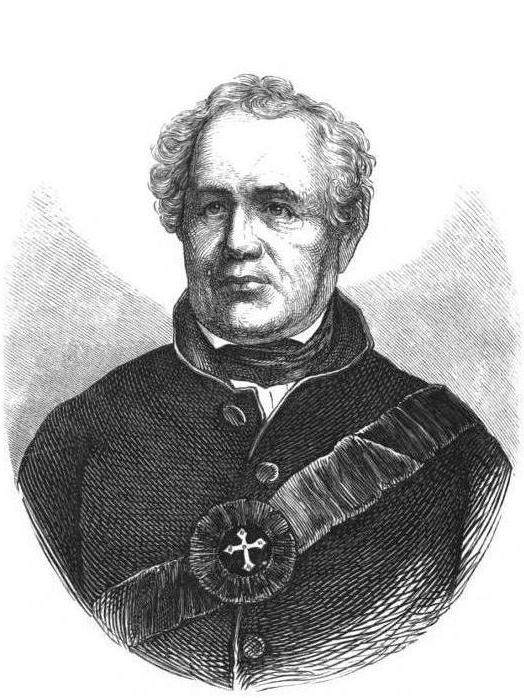
Eliézer Williams
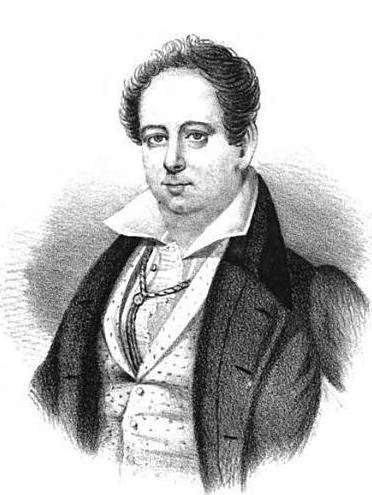
Augustus Meves
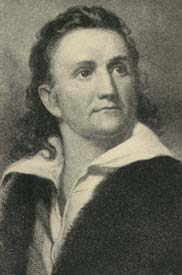
John James Audubon
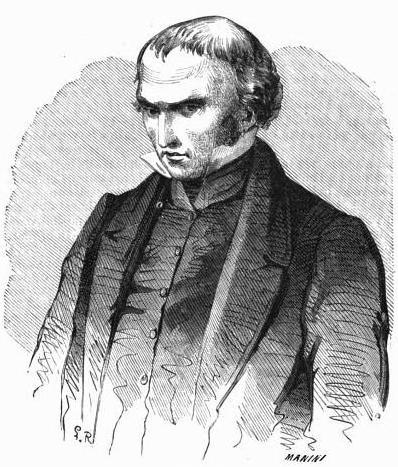
Louis Pierre Louvel

##### Karl-Wilhelm Naundorff

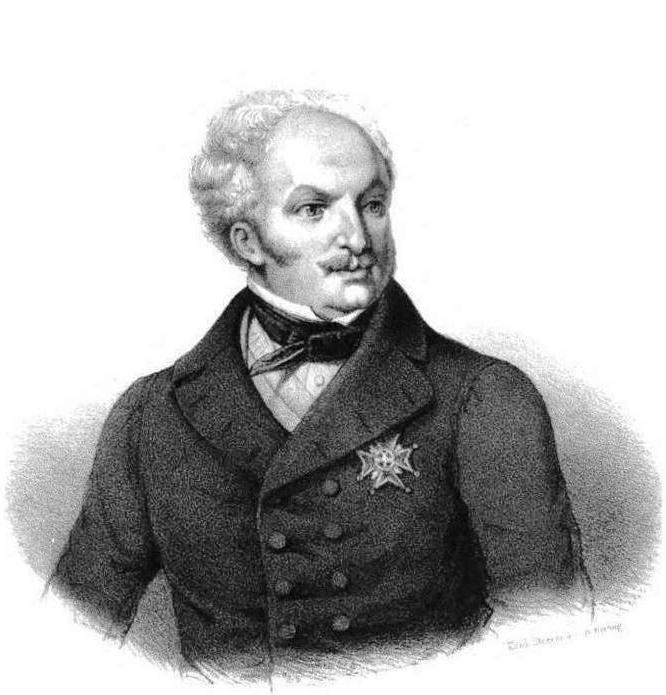
Ritratto di Karl-Wilhelm Naundorff

Tra i "falsi delfini", Karl-Wilhelm Naundorff, o Charles-Guillaume Naundorff (1777/1787 - Delft, 10 agosto 1845) fu il più tenace. Ex orologiaio, forse falsario di monete e disertore, cambiò il suo nome in Carlo-Luigi di Borbone-Naundorff con l'appoggio del governo olandese, proclamandosi Luigi XVII, realizzò una corte in esilio, tentò più volte di incontrare i presunti famigliari e fu perfino "riconosciuto" dall'ex nutrice del Delfino, sulla base di una somiglianza e di alcuni segni fisici. Naundorff sosteneva di essere stato salvato e sostituito da Paul Barras con l'aiuto dei monarchici nel 1794, al tempo della caduta di Robespierre, nascosto in una stanza segreta al Tempio, e liberato nel giugno 1795 (con l'aiuto di Josephine de Beauharnais) quando il bambino che lo aveva sostituito effettivamente morì. Questo racconto fu messo per iscritto alla fine del XIX secolo da Léon Bloy che sosteneva le rivendicazioni del figlio dell'orologiaio.
Naundorff subì due attentati da adulto (in due occasioni fu pugnalato anche gravemente), che attribuì ai Borbone che non volevano cedergli i diritti. Alla sua morte, a circa 60 anni, fece incidere sulla propria tomba "Qui riposa Charles-Louis di Borbone, Duca di Normandia, (Luigi XVII), meglio conosciuto con i nomi di Charles-Guillaume Naundorff, nato al castello di Versailles, in Francia, il 27 marzo 1785 (...) marito di Madame la Duchessa di Normandia, nata Johanna Einert, residente a Delft". Il suo certificato di morte fu a nome "Carlo Luigi di Borbone". Ebbe diversi figli, tra cui il primogenito Luigi-Carlo, che continuò le pretese del padre. Il "naundorffismo" o survivalismo ("survivantisme") ottenne una piccola importanza anche nel movimento legittimista, specie dopo la morte di Enrico di Borbone-Francia (1883), nipote di Carlo X e ultimo della linea primogenita dei Borbone-Francia. I suoi discendenti tuttora rivendicano l'appartenenza alla famiglia reale, basandosi su un controverso test del DNA del 2014, sostenendo che il cuore sepolto a Saint-Denis, ritenuto autentico vista la presenza del DNA matrilineare di Maria Antonietta d'Asburgo-Lorena, sia quello del fratello maggiore di Luigi XVII, Luigi Giuseppe, morto nel 1789, i cui resti furono dispersi durante la rivoluzione quando le tombe reali vennero profanate. Secondo i Naundorff, il cromosoma Y del loro antenato conterrebbe il DNA patrilineare dei Borbone, ma pochi storici prestano fede a questa affermazione, che comunque proverebbe solo la filiazione di Naundorff da un Borbone qualsiasi o la sua discendenza illegittima da Enrico IV, Luigi XIV, Luigi XV o altri Borboni noti per i numerosi figli naturali, non il fatto che gli fosse il Delfino sopravvissuto.

### Successione
Dopo la caduta di Napoleone I nel 1814, salì sul trono di Francia lo zio di Luigi XVII (fratello di Luigi XVI) con il nome di Luigi XVIII. Questa scelta rispose alla tipica nozione che vedeva l'ascesa immediata del Delfino a sovrano di Francia dopo la morte del padre, essendo quindi naturale che il suo successore ne continuasse la numerazione. Questa continuità al trono di Francia dove i Borbone erano stati in grado di ritornare anche dopo la rivoluzione, di fatto, disconosceva sia il governo repubblicano sia il Primo impero francese napoleonico, immaginando dunque un'ideale continuità tra il governo dell'ancien régime e il governo della Restaurazione
Tra le prime disposizioni di Luigi XVIII, oltre a cercare di radunare le ossa disperse dei sovrani di Francia dopo la profanazione della basilica di Saint-Denis, diede disposizioni perché tramite le testimonianze scritte e orali si cercasse di ritrovare il corpo del giovane Luigi XVII sepolto al cimitero di Sainte-Marguerite, ma ogni tentativo rimase vano.

### Esequie del 2004

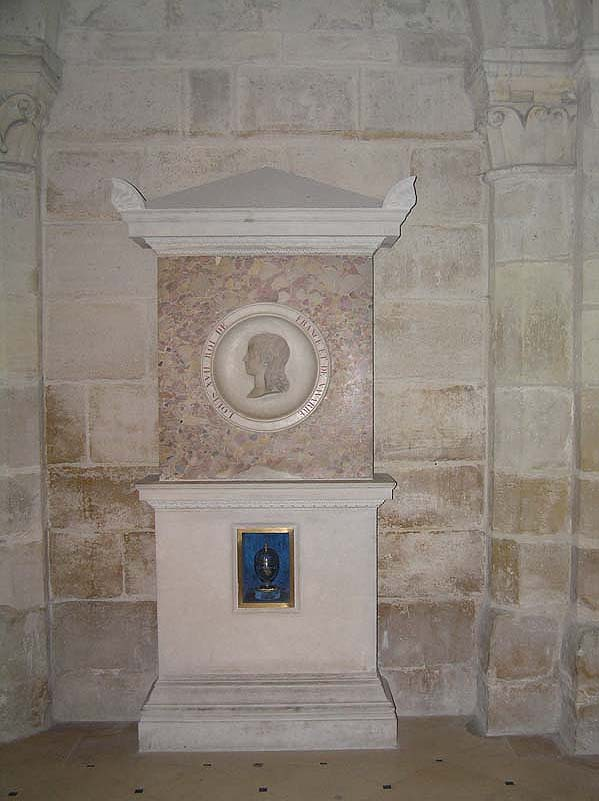
Monumento funebre con il cuore di Luigi XVII, Basilica di Saint-Denis

Il cuore di Luigi XVII (ultima parte del suo corpo rimasta integra) ha ricevuto l'8 giugno 2004, dopo duecentonove anni dalla morte e quattro esami del DNA che ne hanno accertato l'autenticità, una messa funebre solenne e la successiva traslazione nella Basilica di Saint-Denis, vicino a Parigi, dove sono conservati i corpi e i cuori dei suoi antenati re di Francia. La cerimonia, officiata da Christian-Philippe Chanut, elemosiniere della casa dei Borbone di Francia, si svolse alla presenza di numerosi membri dell'aristocrazia francese, del sindaco di Parigi e del nunzio apostolico in Francia, nonché dell'allora pretendente principale al trono di Francia (orleanista-unionista, discendenti da Luigi XIII), Enrico d'Orléans (detto dai monarchici, tra cui il partito Action française, Enrico VII); era presente anche Luigi Alfonso di Borbone-Dampierre pretendente dei minoritari neo-legittimisti ("Bianchi di Spagna") riconosciuto da essi con il titolo di Luigi XX. Presenti anche diversi Asburgo ed Emanuele Filiberto in rappresentanza dei Savoia.
A margine del rito, si sono svolti numerosi convegni che hanno affrontato specialmente il tema della violenza psicologica esercitata sui bambini nel corso della storia.
Il Ministero della Cultura francese ha sancito che le spese di traslazione del cuore del principe, pari a 150 euro circa, fossero addebitate interamente all'Istituto della Maison Bourbon di Luigi Alfonso, diretto appunto dagli attuali discendenti carlisti spagnoli di Luigi XIV (Borbone-Spagna), antenato di Luigi XVII, e membri in via matrilineare della famiglia reale dei Borbone di Francia.
La sua tomba è meta di costanti pellegrinaggi da parte dei monarchici e dei tradizionalisti francesi, nonché visitata e omaggiata dai numerosi turisti che vengono ogni anno a Saint-Denis.

## Ascendenza
|                                     |                    |                                               | Genitori                                     |  |  | Nonni |  |  | Bisnonni            |  |  | Trisnonni                                    |  |
|                                     |                    |                                               |                                              |  |  |       |  |  | Luigi XV di Francia |  |  | Luigi, Delfino di Francia e Duca di Borgogna |  |
|                                     |                    |                                               |                                              |  |  |       |  |  | Luigi XV di Francia |  |  | Luigi, Delfino di Francia e Duca di Borgogna |  |
|                                     |                    | Maria Adelaide di Savoia                      |                                              |  |  |       |  |  | Luigi XV di Francia |  |  |                                              |  |
| Luigi Ferdinando di Borbone-Francia |                    |                                               |                                              |  |  |       |  |  | Luigi XV di Francia |  |  |                                              |  |
|                                     |                    | Maria Leszczyńska                             | Stanislao Leszczyński                        |  |  |       |  |  |                     |  |  |                                              |  |
|                                     |                    | Maria Leszczyńska                             | Stanislao Leszczyński                        |  |  |       |  |  |                     |  |  |                                              |  |
|                                     |                    | Maria Leszczyńska                             | Caterina Opalińska                           |  |  |       |  |  |                     |  |  |                                              |  |
| Luigi XVI di Francia                |                    | Maria Leszczyńska                             |                                              |  |  |       |  |  |                     |  |  |                                              |  |
|                                     |                    | Augusto III di Polonia                        | Augusto II di Polonia                        |  |  |       |  |  |                     |  |  |                                              |  |
|                                     |                    | Augusto III di Polonia                        | Augusto II di Polonia                        |  |  |       |  |  |                     |  |  |                                              |  |
|                                     |                    | Augusto III di Polonia                        | Cristiana Eberardina di Brandeburgo-Bayreuth |  |  |       |  |  |                     |  |  |                                              |  |
| Maria Giuseppina di Sassonia        |                    | Augusto III di Polonia                        |                                              |  |  |       |  |  |                     |  |  |                                              |  |
|                                     |                    | Maria Giuseppa d'Austria                      | Giuseppe I d'Asburgo                         |  |  |       |  |  |                     |  |  |                                              |  |
|                                     |                    | Maria Giuseppa d'Austria                      | Giuseppe I d'Asburgo                         |  |  |       |  |  |                     |  |  |                                              |  |
|                                     |                    | Maria Giuseppa d'Austria                      | Guglielmina Amalia di Brunswick-Lüneburg     |  |  |       |  |  |                     |  |  |                                              |  |
| Luigi XVII di Francia               |                    | Maria Giuseppa d'Austria                      |                                              |  |  |       |  |  |                     |  |  |                                              |  |
|                                     | Leopoldo di Lorena | Carlo V di Lorena                             |                                              |  |  |       |  |  |                     |  |  |                                              |  |
|                                     | Leopoldo di Lorena | Carlo V di Lorena                             |                                              |  |  |       |  |  |                     |  |  |                                              |  |
|                                     | Leopoldo di Lorena | Eleonora Maria Giuseppina d'Austria           |                                              |  |  |       |  |  |                     |  |  |                                              |  |
| Francesco I di Lorena               | Leopoldo di Lorena |                                               |                                              |  |  |       |  |  |                     |  |  |                                              |  |
|                                     |                    | Elisabetta Carlotta di Borbone-Orléans        | Filippo I di Borbone-Orléans                 |  |  |       |  |  |                     |  |  |                                              |  |
|                                     |                    | Elisabetta Carlotta di Borbone-Orléans        | Filippo I di Borbone-Orléans                 |  |  |       |  |  |                     |  |  |                                              |  |
|                                     |                    | Elisabetta Carlotta di Borbone-Orléans        | Elisabetta Carlotta del Palatinato           |  |  |       |  |  |                     |  |  |                                              |  |
| Maria Antonietta d'Asburgo-Lorena   |                    | Elisabetta Carlotta di Borbone-Orléans        |                                              |  |  |       |  |  |                     |  |  |                                              |  |
|                                     |                    | Carlo VI d'Asburgo                            | Leopoldo I d'Asburgo                         |  |  |       |  |  |                     |  |  |                                              |  |
|                                     |                    | Carlo VI d'Asburgo                            | Leopoldo I d'Asburgo                         |  |  |       |  |  |                     |  |  |                                              |  |
|                                     |                    | Carlo VI d'Asburgo                            | Eleonora del Palatinato-Neuburg              |  |  |       |  |  |                     |  |  |                                              |  |
| Maria Teresa d'Austria              |                    | Carlo VI d'Asburgo                            |                                              |  |  |       |  |  |                     |  |  |                                              |  |
|                                     |                    | Elisabetta Cristina di Brunswick-Wolfenbüttel | Luigi Rodolfo di Brunswick-Lüneburg          |  |  |       |  |  |                     |  |  |                                              |  |
|                                     |                    | Elisabetta Cristina di Brunswick-Wolfenbüttel | Luigi Rodolfo di Brunswick-Lüneburg          |  |  |       |  |  |                     |  |  |                                              |  |
|                                     |                    | Elisabetta Cristina di Brunswick-Wolfenbüttel | Cristina Luisa di Oettingen-Oettingen        |  |  |       |  |  |                     |  |  |                                              |  |
|                                     |                    | Elisabetta Cristina di Brunswick-Wolfenbüttel |                                              |  |  |       |  |  |                     |  |  |                                              |  |